# Horarna astrologija
Horarna astrologija je veja astrologije, pri kateri astrolog podaja odgovor na podlagi astrološke karte, ki je izdelana glede na čas in kraj zastavljenega vprašanja. Posebnega pomena je Lunino znamenje, rojstni podatki osebe, ki vprašanje zastavlja, pa za razliko od nekaterih drugih vej astrologije niso pomembni.
Celotna interpretacija temelji na sinhroniteti med zastavljenim vprašanjem in odgovorom, ki se oblikuje v trenutku, ko spraševalec vprašanje zastavi. Jasnejše kot je zastavljeno vprašanje, jasnejši odgovor se oblikuje.